# 利物浦帝國劇場

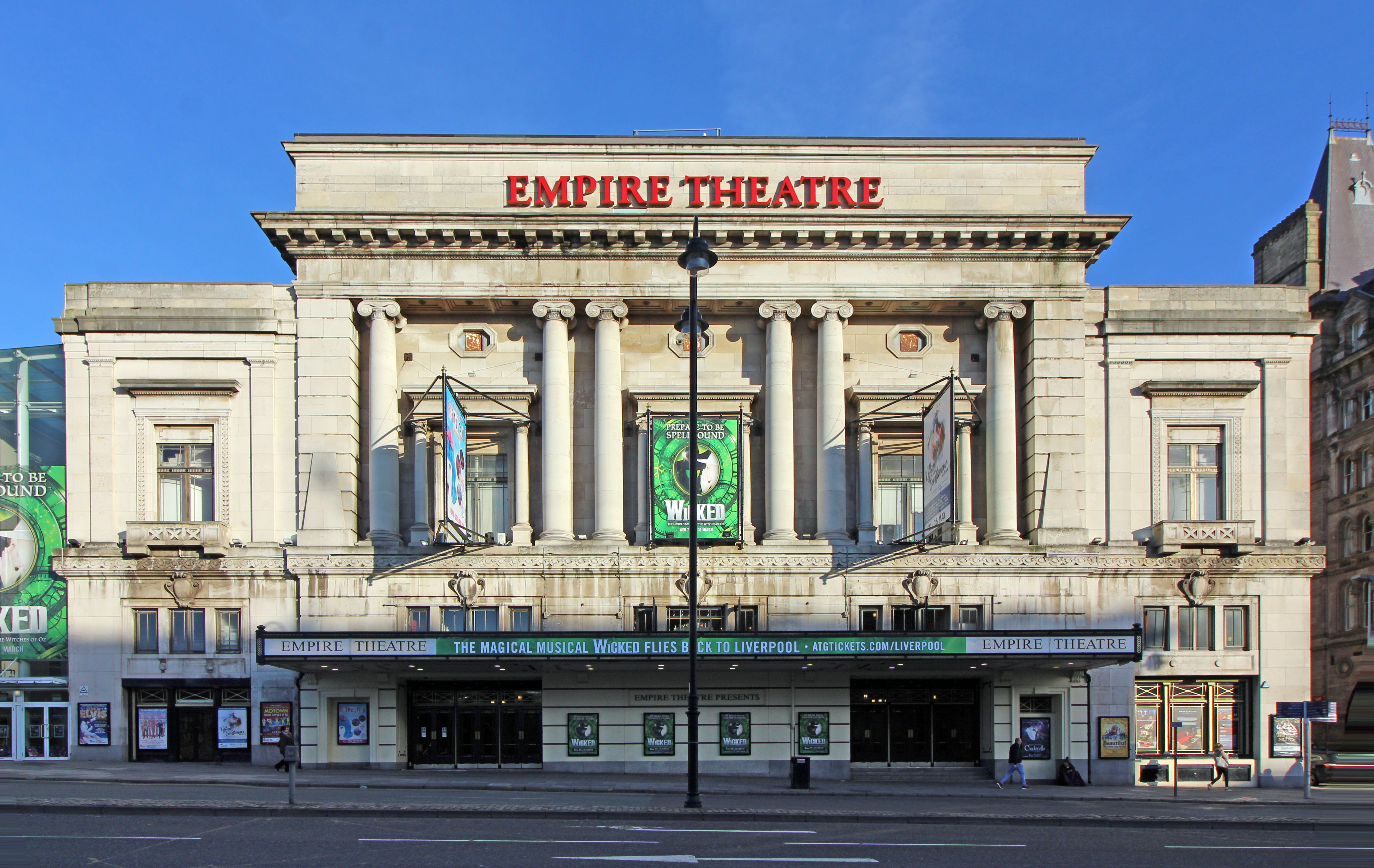

利物浦帝國劇場（英語：Liverpool Empire Theatre）是位於英國英格蘭默西塞德郡城市利物浦萊姆街上的一座劇場。這座劇場現在的建築為第二代建築，開業於1925年。利物浦帝國劇場擁有英國最大的兩層舞台，可以容納2,348名觀眾。利物浦帝國劇場是多種類型娛樂活動的表演場地，披頭士樂隊早年也在這家劇場演出過。

## 外部連結
- Theatre website （页面存档备份，存于）